# Macrostylis uniformis
Macrostylis uniformis is een pissebed uit de familie Macrostylidae. De wetenschappelijke naam van de soort is voor het eerst geldig gepubliceerd in 2010 door Riehl & Brandt.